# 單一費率
單一費率，又稱固定費率，指所有涵蓋在保險範圍內的被保險人，均以同樣的費率來計算保險費，也就是不論被保險人的收入、職業或過去經驗作調整保費的一種方法，一般常用於社會保險。